# Список відомих людей, похованих на Лук'янівському кладовищі

## Братські поховання
- закатованих у 1918 році на вулиці Садовій військами М. Муравйова (ділянка № 4; зрівняне з землею);
- закатованих у 1919 році денікінцями (ділянка № 4; зрівняне з землею);
- партизанів: Корницького Олексія Івановича (1914 року народження) і Селезня Василя Харитоновича (1902 року народження). Загинули 13 жовтня 1943 року (ділянка № 13-1);
- героїв-дніпровців. На могилі монументальний пам'ятник. Текст: «Матросы Днепровской флотилии Рябыхин Юрий Николаевич 1922–1944 гг., три человека неизвестных, павших в бою за честь, свободу и независимось нашей Родины. 19. Х. 1941». (ділянка № 20).
- учасників бою під Крутами Володимира Наумовича (1894–1918) та Володимира Шульгина (1894–1918). Також з ними поховано організатора і керівника Української студентської громади у Києві, що також загинув під Крутами. (ділянка № 21);
- робітників 4-го хлібзаводу: Красиня І., Ріндак С., Гуральник В., Кухарь П., Войтенко А., розстріляних на хлібзаводі 27 лютого 1942 року (ділянка № 39).

### Братське поховання діячів культури

Братське поховання

Біля ділянки № 7 розміщене братське поховання 28 осіб, діячів культури, письменників, розстріляних 15—17 грудня 1934 року. Їх було зарито вночі, місце вказане дружиною Григорія Косинки.
Братством Андрія Первозданного 18 грудня 1994 року на цьому місці був встановлений великий дерев'яний хрест з переліком всіх страчених. У жовтні 2009 року виконані роботи по благоустрою символічного поховання та встановлено новий надгробний хрест.
Перелік похованих:
| - Сказинський Роман Федорович - Крушельницький Іван Антонович - Крушельницький Тарас Антонович - Лебединець Михайло Мойсейович - Шевченко Роман Ілліч - Карабут Анатолій Юрійович - Сидоров Петро Йосипович - Косинка-Стрілець Григорій Михайлович - Фальківський Дмитро Никанорович - Оксамит Михайло Гаврилович - Щербина Олександр Гаврилович - Терещенко Іван Петрович - Буревій Кость Степанович - Влизько Олексій Федорович | - Дмитріїв Євген Кузьмович - Богданович Адам Адамович - Бутузов Порфирій Іванович - Бутузов Іван Моісейович - П'ятниця Володимир Васильович - Блаченко Яків Павлович - Полевий Домінік Йосипович - Хоптяр Іван Онуфрійович - Борецький Петро Миколайович - Лук'янов Леонід Іванович - Півненко Костянтин Іванович - Проценко Гаврило Микитович - Матяш Сергій Якович - Лященко Олександр Корнійович |

## Поховання, що не збереглися
- Шумигора Іван Іванович — зрівняно з землею.
- Флоринський Сергій Тимофійович — прапорщик, загинув під час Першої світової війни, старший син Т. Д. Флоринського; перепоховання з Аскольдової могили
- Флоринський Тимофій Дмитрович (1854–1919) — славіст, доктор слов’янської філології, заслужений ординарний професор Імператорського університету св. Володимира; перепоховання з Аскольдової могили